# Добропарк
Добропарк (англ. Dobropark) — приватний дендрологічний парк в Україні, площею 300 га, що розташований у с. Мотижин за 29 км від Києва. Парк вперше був відкритий у 2020 році та є локацією для проведення сімейних свят, виставок, концертів, фестивалів та інших культурно-масових заходів. Засновником та власником парку є Добруцький Ігор Ігорович.

## Опис
Добропарк створений у 2020 році для сімейного відпочинку. У рік відкриття на території парку росло уже понад 1 млн тюльпанів 70 сортів, 13 га газонів та понад 25 тисяч кущів лаванди, 200 тис. бегоній, 100 тис. петуній та 1 млн. ліатрісу тощо. Також було висаджено 14000 дерев і кущів, а всього планується посадити 10 000 000 рослин різних видів.
На території дендропарку є 16 озер. Вся територія обладнана велосипедними доріжками та буде можливість покататися на електровелосипеди. На території розташовано фуд-корт.
У 2021 році було висаджено майже 3 млн 700 тис. тюльпанів різних кольорів та близько 130 сортів.
Квіткова ботанічна колекція Добропарку станом на весну 2021, нараховує 43 види.

## Цікаві факти
У Добропарку в рамках акції «Посади іменне дерево», дерева може посадити будь-хто, за що висаджене дерево відзначається іменним жетоном. Садити пропонують уже дорослі дерева віком від 10 років і висотою від 4-5 метрів. Це можуть бути дуби, тополі, клени, сакури, гінкго білоба, верби, декоративні яблуні та інші.Детальніше про цікаві факти, історію створення та місця.

## Руйнування під час російської окупації
4 квітня 2022 року стало відомо, що російські окупанти зруйнували Добропарк. На офіційній сторінці парку у Facebook повідомили, що повністю знищено головний будинок, постраждали усі інші будівлі, вщент знищено весь транспорт та техніку. Також окупанти вкрали з парку садові інструменти.